# Schroeder (Brasilien)
Schroeder, offiziell Município de Schroeder, ist eine Gemeinde im brasilianischen Bundesstaat Santa Catarina. Der Ort befindet sich auf 38 Metern über dem Meeresspiegel und erstreckte sich über 164,381 km² im Jahr 2010. Schroeder hatte nach der Volkszählung von 2010 des IBGE 15.316 Einwohner, die Schroedenser genannt werden. Das IBGE schätzte die Bevölkerung zum 1. Juli 2021 auf 22.605 Einwohner, die Gemeindefläche wurde auf 165,237 km² berichtigt (2021).
Schroeder gehört zur Mesoregion Norte Catarinense und bildet mit zehn weiteren Gemeinden die Mikroregion Joinville.

## Geschichte
Der Name kommt von dem in Hamburg geborenen Senator Christian Matthias Schröder. Die Mehrzahl der Bewohner sind Nachfahren von Einwanderern aus Norddeutschland. Im Laufe der städtischen Geschichte siedelten sich auch Immigranten aus anderen Ländern an, vorrangig aus Italien. Den Status als sich selbstverwaltende politische Gemeinde erhielt der Ort am 4. Juni 1964 durch das  Lei n° 968, die Emanzipation erfolgte am 3. Oktober 1964.

## Stadtverwaltung
Bei der Kommunalwahl 2012 wurde Osvaldo Jurck von der PSDB zum Stadtpräfekten für die Amtszeit 2013 bis 2016 gewählt und bei der Kommunalwahl 2016 für die Amtszeit 2017 bis 2020 wiedergewählt.
Der exekutiven Stadtpräfektur steht die legislative Stadtverordnetenkammer Câmara de Vereadores de Schroeder zur Seite.